# Aéroport de Ras Tanura
 (septembre 2023).
Si vous disposez d'ouvrages ou d'articles de référence ou si vous connaissez des sites web de qualité traitant du thème abordé ici, merci de compléter l'article en donnant les références utiles à sa vérifiabilité et en les liant à la section « Notes et références ».
L'aéroport de Ras Tanura est un petit aéroport, à l'ouest de la ville de Ras Tanura, dans la province orientale de l'Arabie saoudite, entre zones résidentielles et oléoducs.

## Historique
La compagnie pétrolière nationale saoudienne, Saudi Arabian Oil Company, Saudi Aramco, propriétaire, utilise cet aéroport  pour ses opérations de logistique. 
L'aéroport a été utilisé pour jets et hélicoptères Aramco jusqu'à l'ouverture de l'Aéroport international du roi Fahd, à Dammam.
Actuellement, l'aéroport est seulement utilisé comme héliport pour les plates-formes offshore dans le proche golfe Persique.

## Installations
L'aéroport dispose d'une piste de 2 152 mètres de long et 30 mètres de large, avec des lumières et le Instrument Landing System. 
Il existe deux parkings pour les moyens jets, et plusieurs hélipads.
Un grand parking extérieur est disponible.